# Ескімоські назви снігу
Широко поширене твердження про те, що в ескімоських мовах є надзвичайно велика кількість слів для позначення снігу. Вперше подібна думка озвучена Францом Боасом, при описі впливу мов на сприйняття світу їх носіїв. «Ескімоські назви снігу» часто використовують як кліше, що ілюструє цю концепцію. Тим не менш, в ескімосько-алеутських мовах для позначення твердого стану води (снігу і льоду) використовують приблизно 7 іменників та утворених від них коренів; при цьому морфологія ескімосько-алеутських мов дозволяє вільніший словотвів.

## Критика
Опоненти теорії «обману» стверджують, що Боас, який жив серед населення землі Баффіна, врахував полісинтетичну природу інуїтських мов і порахував тільки слова, що «позначають осмислені відмінності».

## Аналогічні приклади
Дослідження, присвячене саамським мовам Норвегії, Швеції та Фінляндії, містить висновок про те, що в них нібито є близько «180 слів, що належать до снігу та льоду, а також до тисячі слів для позначення оленів». Інше дослідження, присвячене кінноспортивній лексиці в киргизькій мові, виявило понад десять визначень для найменування вікових груп коней.

## Визначення «ескімоської мови»
Немає єдиної «ескімоської мови». Є кілька культур, які називають «ескімоськими», та мови, що належать до ескімосько-алеутської мовної сім'ї. Вони можуть мати більше чи менше слів для позначення «снігу» і, що важливіше, слів, якими позначають сніг.
У праескімосько-алеутській мові реконструюють три корені зі значенням «сніг»: *qaniɣ «падаючий сніг», *aniɣu «упалий сніг» і *apun «сніг на землі». Ці три корені зустрічаються у всіх інуїтських мовах і діалектах, крім західногренландської, де немає аналога aniɣu.